# 佐原モニカ
佐原 モニカ（さはら モニカ、1993年4月21日 - ）は、日本の女性ファッションモデル。東京都出身。

## 略歴
14歳の頃に渋谷でスカウトされモデルデビュー。当時はエトレンヌに所属していた。
2012年3月、ファッション雑誌『GLAMOROUS』の出版社である講談社と、芸能事務所LDHが共同で開催した同誌の専属モデルオーディションにて特別賞を受賞する。
2020年3月までLDHに所属していた。同年8月12日に第1子男児のRiverを出産した。

## 人物
- 父親がイギリス人で、母親が日本人[2]。英語と日本語が話せるが、日常会話は英語。
- クラシック・バレエ歴10年。

## 出演

### 雑誌
- NYLON JAPAN
- ELLE girl
- CUTiE
- GLAMOROUS
- VoCE
- Gina
- sweet
- BAILA
- MAQUIA
- 美的

他多数

### カタログ
- PEACH JOHN（2013年 - ）

### 広告
- SHIMA（2014年）
- BABY-G（2014年）

### CM
- GU（2013年）[5]
- アンファー「スカルプDボーテ ピュアフリーアイラッシュ」（2017年）[6]
- コカ・コーラ（2017年）

### イベント
- 東京ガールズコレクション（2013年 - ）
- Girls Award（2014年 - ）

### 映画
- 渇き。（2014年）

### テレビ番組
- SUMMER GIRLS in NANANA BEACH（2015年7月 - 8月、テレビ東京） - MC[7]

### ミュージックビデオ
- I Don't Like Mondays.「TONIGHT」（2016年）[8]
- DOBERMAN INFINITY「あの日のキミと今の僕に」（2017年）[9]